# Phyllophaga haagi
Phyllophaga haagi är en skalbaggsart som beskrevs av Saylor 1943. Phyllophaga haagi ingår i släktet Phyllophaga och familjen Melolonthidae. Inga underarter finns listade i Catalogue of Life.